# ミヤコーバス古川営業所
ミヤコーバス古川営業所（ミヤコーバスふるかわえいぎょうしょ）は、宮城県大崎市古川駅東にあるミヤコーバスの営業所。統合前は宮交大崎バス本社営業所であった。

## 沿革
- 1921年（大正10年）5月21日 - 早坂金造（一力自動車部）が古川町（現大崎市）- 不動堂村（現美里町）に乗合自動車開業。
- 1925年（大正14年）4月12日 - 赤湯自動車が川渡村 - 鳴子町（双方ともに現大崎市）に乗合自動車開業。
- 1928年（昭和3年）11月20日 - 福嶋福市が岩出山町 - 古川町（双方ともに現大崎市）に乗合自動車開業。
- 1929年（昭和4年）5月18日 - 加藤富穂が松山村 - 鹿島台村（双方ともに現大崎市）に乗合自動車開業。
- 1930年（昭和5年）11月30日 - 渋谷長治（渋谷自動車部）が宮崎村 - 中新田町（双方ともに現加美町）に乗合自動車開業。
- 1931年（昭和6年）7月29日 - 中村助五郎（中村商会）が古川町 - 田尻町（双方ともに現大崎市）に乗合自動車開業。
- 1932年（昭和7年）
  - 4月5日 - 桜田鉄男が長岡村 - 宮沢村（双方ともに現大崎市）に乗合自動車開業。
  - 12月15日 - 桜田忠好が長岡村 - 古川町に（双方ともに現大崎市）に乗合自動車開業[注釈 1]。
- 1936年（昭和11年） - 田尻乗合自動車開業。
- 1945年（昭和20年）3月31日 - 栗原・大崎地方の乗合自動車会社が戦時統合し、陸前乗合自動車設立。本社を古川町（現大崎市）に置く[注釈 2]。
- 1949年（昭和24年）3月1日 - バス事業を再開した栗原電鉄に一部路線を譲渡。
- 1950年（昭和25年）9月18日 - 古川交通設立、陸前乗合の一部路線譲渡を受けて営業開始[注釈 3]。
- 1959年（昭和34年）6月2日 - 経営不振に陥った古川交通に仙北鉄道が経営参加。
- 1960年（昭和35年）4月1日 - 栗原電鉄、陸前乗合自動車の全株式を譲受して子会社化。
- 1962年（昭和37年）4月17日 - 古川交通、塩釜交通、仙台鉄道が合併し、宮城バス（初代）設立。古川交通は宮城バス古川営業所となる。
- 1964年（昭和39年）6月1日 - 栗原電鉄、陸前乗合自動車を合併。宮城中央交通設立（存続会社は陸前乗合）により、宮城中央交通古川営業所となる。
- 1968年（昭和43年）8月24日 - 宮城中央交通、バス部門を分社。宮城中央バス設立により、宮城中央バス古川営業所となる。
- 1970年（昭和45年）10月1日 - 宮城バス、宮城中央バス、仙南交通が合併し、宮城交通設立により、宮城交通古川営業所となる。
- 1994年（平成6年）10月1日 - 真山線廃止、岩出山町町営バスに移管。
- 1995年（平成7年）10月1日 - 鬼首線廃止、鳴子町営バスに移管。
- 1997年（平成9年）4月1日 - 地域子会社として、宮交大崎バス設立。宮城交通古川営業所内に本社営業所を設置し、不採算路線の貸切代替運行を開始。
- 200x年x月 - ミヤコーグループの地域子会社化に伴い、大崎地区のバス事業を全て宮交大崎バスへ移管。路線事業者となる。
- 2003年（平成15年）11月30日 - JRバス東北の急行便廃止。同時に定期回数券、共同運行の取扱廃止。
- 2004年（平成16年）4月1日 - JRバス古川線古川駅 - 吉岡間廃止に伴い古川駅 - 三本木音無間で代替運行開始。
- 2005年（平成17年）
  - 4月1日 - JRバス古川線古川駅 - 栗原中央病院前間廃止に伴い、代替運行開始。
  - 8月 - 特急バス仙台 - 古川線、運行開始。
  - 9月 - 米岡線、米岡公民館 - 登米廃止。
- 2006年（平成18年）
  - 9月30日 - 中新田線（吉岡案内所 - 中新田矢越）、円光大師線、高城線、宮崎線（一部）、小野田線（一部）廃止。仙台駅前 - 吉岡案内所間は吉岡線となる。
  - 10月1日 - 特急バス仙台 - 加美線運行開始。時刻改正、鳴子線を平日7往復・土休日4往復を平日4往復に減便。大貫線を平日6往復・土休日3往復を平日3往復に減便。東大崎線を平日4.5往復・土曜休日2往復を平日5往復とする。
- 2007年（平成19年）
  - 1月1日 - 各地域子会社の統合に伴い、ミヤコーバス古川営業所となる。
  - 10月1日 - 古川線平日6往復を3往復、土曜休日4往復を2往復に減便。
- 2008年（平成20年）
  - 8月18日 - 涌谷出張所廃止に伴い、涌谷町民バスの運行受託業務が当営業所へ移管される。
  - 10月15日 - 古川線廃止。
- 2009年（平成21年）
  - 3月14日 - 高速バス古川 - 泉アウトレット線運行開始。
  - 12月29日 - 東大崎線廃止。
- 2010年（平成22年）
  - 1月4日 - 大崎市内の路線バスについて以下のように変更[1]。
    - 松山線を鹿島台地域まで延伸して松山鹿島台線（同時に古川地域内の経路を駅南・大崎市民病院東まわりに変更）に、宮沢線を岩出山地域真山地区まで延伸して宮沢真山線にそれぞれ改称。
    - 大貫線で田尻地域内にてバス停増設。大貫線・三本木線で古川地域内の経路を大崎市民病院東・七日町まわりに変更。
    - 鳴子線で岩出山地域内にてバス停を増設。
    - 松山鹿島台線・宮沢真山線・大貫線・三本木線・鳴子線・清滝線の運賃が簡易距離別運賃方式（200円 - 500円）に変更。

  - 3月28日 - 高速バス古川 - 泉アウトレット線廃止。
  - 3月31日 - 涌谷町民バスの運行受託終了。田尻線廃止。
  - 9月30日 - 小野田線・宮崎線の中新田以西を廃止、色麻線と統合。
- 2013年（平成25年）6月1日 - 一部路線の一部便を古川駅前 - 古川営業所間延伸。
- 2014年（平成26年）7月1日 - 大崎市民病院の穂波地区への移転に伴い、大崎市民病院シャトルバスの運行を開始。また、色麻線の一部便を市民病院に乗り入れ[2]。
- 2016年（平成28年）10月1日 - 大崎市民病院シャトルバスを再編、大崎市中心市街地循環便を設定。また、清滝線以外の一般路線の一部便を大崎市民病院に乗り入れ[3]。
- 2021年（令和3年）4月1日 - 当営業所所管の高速バス（仙台古川線、仙台鳴子線、仙台加美線）において、icsca、Suica等のICカード乗車券が利用可能となる。これにより6ヶ月定期券の発売を開始するとともに、回数券（4枚綴り）の発売を終了[4]。

## 事業所

### 廃止事業所
- 涌谷出張所
  - 宮城県遠田郡涌谷町六軒町裏68
  - 2008年8月に事務所は閉鎖、更地となる。折返し待機のみ。
  - スーパーハウスの待合室が新設された。
- 鳴子車庫（車湯）
  - 宮城県大崎市鳴子温泉新屋敷18-1
  - ←宮交大崎バス鳴子車庫←宮城交通鳴子営業所←陸前乗合自動車鳴子営業所と変遷
  - スーパーハウスの乗務員休憩所と待合室、簡易トイレがある。（折返し待機のみ）
- 東小野田車庫
  - 宮城県加美郡加美町字町屋敷
  - 路線再編により小野田方面の路線が小野田支所前発着に変更され使用されなくなった。
  - 待合室にミヤコーショップが設置されていたが、末期は閉店していた。
  - 待合室・事務所は現在、生命保険代理店の店舗・事務所として活用されている。
- 古川駅前案内所（大崎市古川駅前大通一丁目5-8）
  - 宮城交通時代は北部支配人室が置かれていた。
- 中新田駐在所
  - 宮城県加美郡加美町矢越5
  - 2009年7月31日に事務所は閉鎖。

## 高速バス所管路線

### 仙台古川線

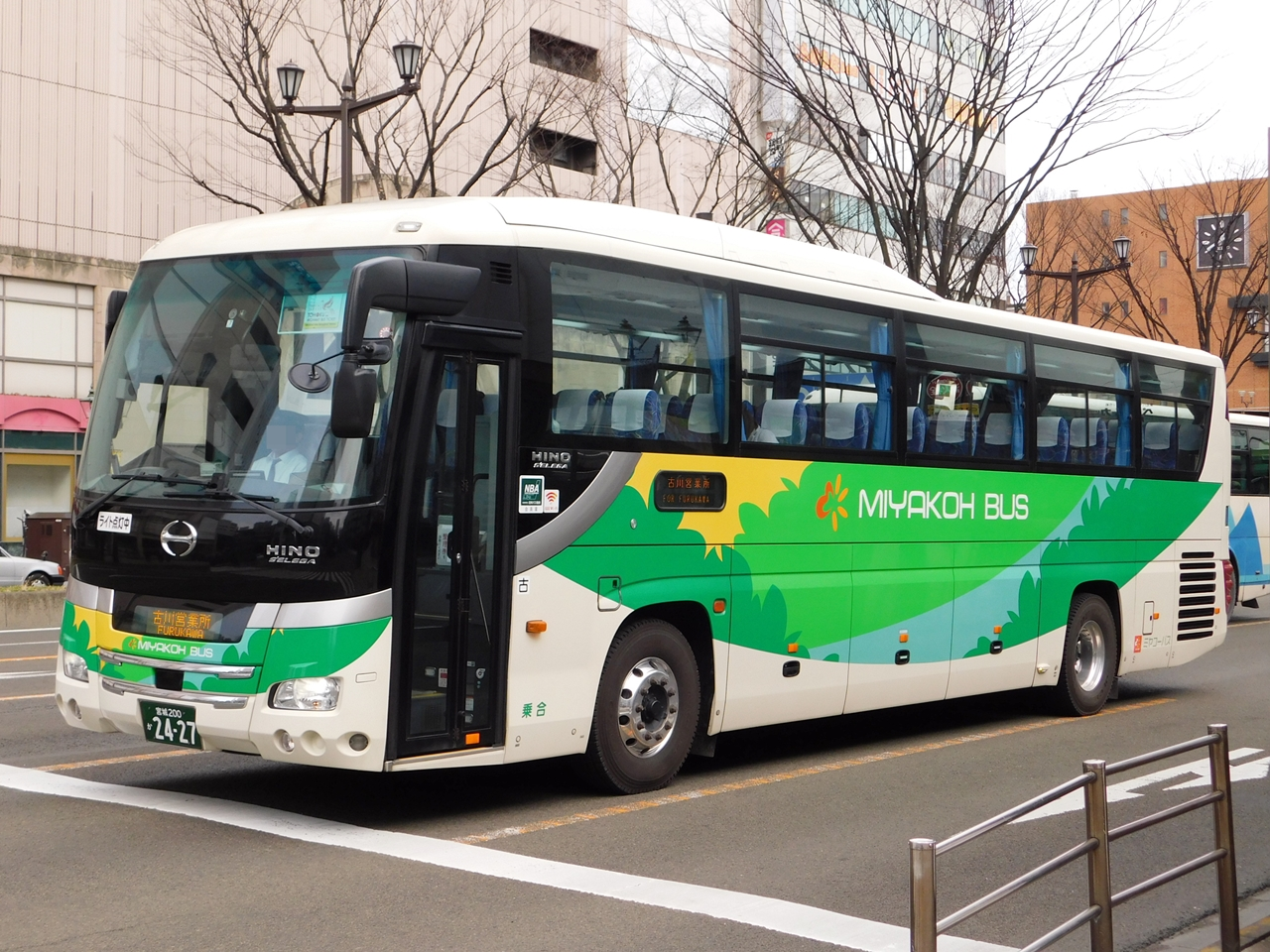
仙台古川線

#### 路線概要
宮城県仙台市と大崎市古川を結ぶ。運行回数は平日1日10往復、土休日1日5往復。古川から仙台へはもともと宮城交通とJRバス東北が共同運行で国道4号経由の急行便として運行していた。まずJRバスが先に高速道経由の仙台 - 古川線を開設。追って宮城交通の地域子会社であった宮交大崎バスが2005年7月1日より運行を開始した。
運行当初は古川に拠点をもつ宮交大崎バスのみの運行であったが、後に仙台側の共同運行事業者として宮交バスシステムが参入し、仙台発初便・仙台着最終便等を受け持つことになった。2007年1月1日よりミヤコーグループの再編に伴い両社を含むバス子会社全てが当時の宮交気仙沼バスへ事業譲渡したため、ミヤコーバスに一本化となっている。
JRバスは仙台宮城ICを経由するのに対し、ミヤコーバスは大崎市から泉区内（泉警察署前、八乙女駅）など仙台市内への通勤・通学輸送等を考慮し、泉IC→県道仙台泉線を経由して差別化を図っている。また、大崎市内の経路もJRバスとは多少異なり、JRバスが停車しない三本木PA内の高速三本木にも停車する（仙台行・古川行共に乗降可能）。
運賃もJRバス（1,270円→2019年10月1日から1,020円→2024年6月1日から1,120円）に対しミヤコーバスは900円（2024年6月1日から1,000円）と割安に設定しているが、JR、ミヤコーバス両社ともに1枚あたり800円（かつては750円）の回数券を発売していた。
JRバスは回数券の発売を既に終了しているが、Suica等の交通系ICカード（icscaは使用不可）利用により大人片道運賃を890円（2024年6月1日から980円）に割り引いている。一方、ミヤコーバスは通勤・通学定期（1ヶ月、3ヶ月、6ヶ月）を導入しているが、JRバスは導入していない。

#### 路線沿革
- 2005年（平成17年）

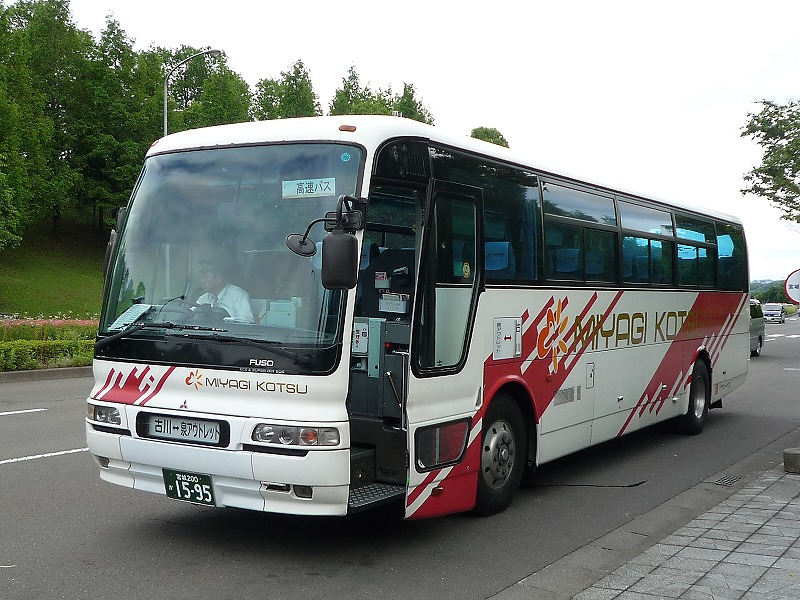
かつて運行していた「泉アウトレット古川線」

  - 7月1日 - 仙台古川線、1日10往復で運行開始。
  - 12月1日 - 平日14往復に増便（土曜休日は10往復で変わらず）。宮交バスシステム参入。
- 2006年（平成18年）
  - 5月1日 - 高速三本木に停車開始。
  - 8月10日 - 減便（平日10往復、土曜休日7往復）。
- 2007年（平成19年）1月1日 - 子会社再編により、運行事業者がミヤコーバスに変更。
- 2008年（平成20年）
  - 9月1日 - バス停追加（七北田新町）。
  - 12月1日 - この日よりメルシーカード、バスカード (仙台市営バス)、スキップカード、ジョイカードが利用不可となる。
- 2009年（平成21年）
  - 3月14日 - 泉アウトレット古川線運行開始。土休日のみ1日2往復の運転。
  - 4月1日 - 仙台行上り便を1本増便。
  - 8月15日 - 泉アウトレット古川線を1日1往復に減便。あわせて運行時刻を見直し。
- 2010年（平成22年）
  - 3月28日 - 泉アウトレット古川線がこの日をもって運行終了。
  - 4月1日 - 1往復増便、平日最終便繰り下げ。
- 2012年（平成24年）4月1日 - 仙台古川線を古川営業所まで延伸。
- 2013年（平成25年）12月25日 - 運賃改定。仙台 - 古川・高清水・築館間回数券および仙台 - 古川間定期券を値上げ。あわせて回数券に有効期限（2015年3月31日まで）を設定[7]。
- 2014年（平成26年）7月1日 - 大崎市民病院の移転に伴い、「大崎市民病院前」バス停名を「千手寺町」に変更[8]。
- 2015年（平成27年）
  - 3月14日 - 仙台古川線を減便[9]。
  - 5月30日 - 仙台高清水線の運行終了に伴い、仙台古川線を1往復増便[10]。
- 2019年（令和元年）7月1日 - 運賃改定。仙台 - 高速三本木・古川間に3ヶ月定期券を新設[11][12]。
- 2020年（令和2年）
  - 4月25日 - 新型コロナウイルスの影響により、この日より当面の間一部便を減便。これにより平日1日8往復、土休日1日5往復となる[13]。
  - 6月15日 - この日より一部便の運行を再開し、増便[14]。
- 2021年（令和3年）4月1日 - icsca・SuicaなどのICカード乗車券が使用可能となる[4]。6ヶ月定期券および2枚綴り回数券（1,700円）の発売を開始、4枚綴り回数券の発売を終了[15]。
- 2022年（令和4年）
  - 4月30日 - この日をもって2枚綴り回数券の発売を終了（発売済の回数券は券面の有効期限まで使用可能）[16]。
  - 9月23日 - この日より同年12月4日までの「木下大サーカス 仙台公演」開催期間限定で、一部便を仙台医療センター入口（到着便は宮城野原駅・仙台医療センター前）まで延伸[17]。
- 2023年（令和5年）4月1日 - 東北学院大学五橋キャンパスの開学に伴い、平日の一部便を東北学院大学前[18]に延伸。あわせて泉区内の経路を変更、七北田新町バス停を廃止、泉警察署前の停車に変更[19]。
- 2024年（令和6年）
  - 6月1日 - 運賃改定[20]。
  - 10月1日 - 時刻改正。平日1日13.5往復から13往復に減便[21]。
- 2025年（令和7年）
  - 4月1日 - 時刻改正。平日13往復→10往復、土休日7往復→5往復に減便[22]。

### 特急仙台鳴子線

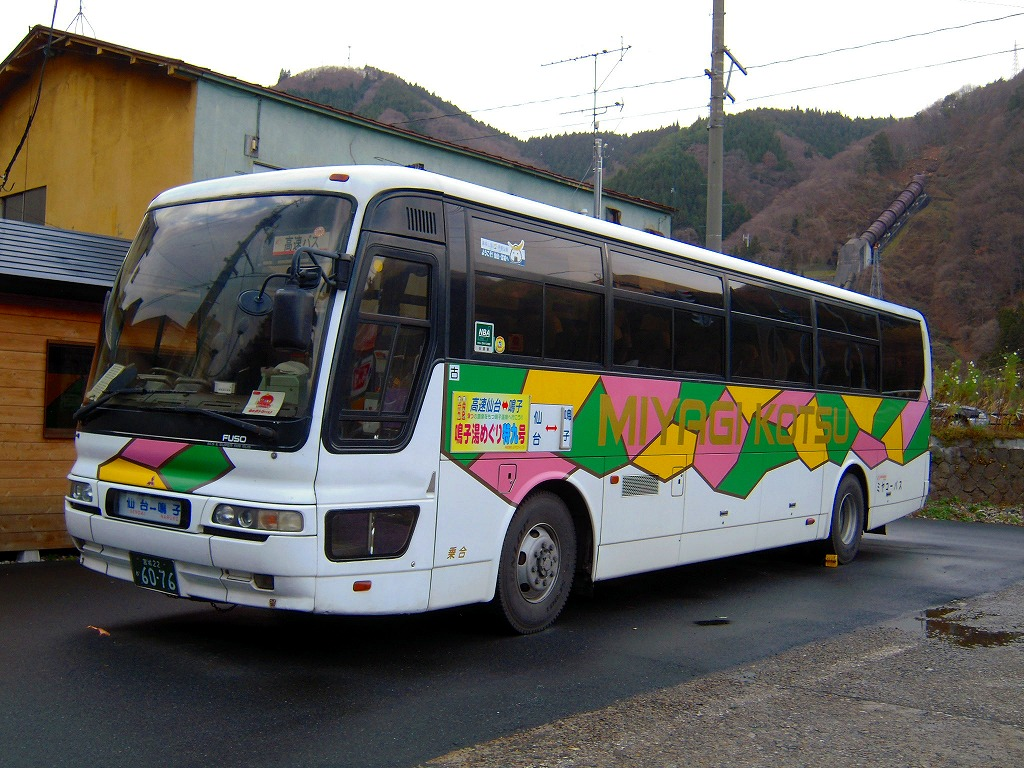
特急仙台鳴子線「鳴子湯めぐり特九号」

宮城県仙台市と大崎市鳴子温泉を結ぶ。2009年夏頃から、9種類の泉質が集まる鳴子温泉を巡りながら快適に走るバス、との理由で鳴子湯めぐり特九（とっきゅう）の愛称が付けられている。運行回数は1日1往復（土休日のみ）。
鳴子温泉郷観光協会では、2009年4月1日より1年間、当路線利用者を対象とした「特別宿泊プラン」を実施していた。

#### 路線沿革
少なくとも1980年代一杯まで仙台駅前 - 七北田 - 国道4号吉岡志田町 - 国道457号四竃・中新田・岩出山 - 国道47号川渡（旧道）経由の鳴子温泉直通の急行・快速バスが存在した。
- 199x年12月1日 - 仙台 - 鳴子間高速バス運行開始（泉IC経由）。
- 199x年 - 廃止。
- 2003年（平成15年）8月4日 - 仙台空港・仙台駅前 - 鳴子間高速バス運行開始（1日1往復）。運行経路は以下の通り（仙台空港 - 仙台駅前間のみの利用は不可）。
  - 仙台空港 - 長町一丁目 - 仙台駅前（宮城交通高速バス総合案内所前40番のりば） - 新田 - 岩出山役場前 - 川渡温泉 - 東鳴子赤湯 - 車湯
- 2005年（平成17年）6月30日 - 仙台空港 - 仙台駅前間廃止。
- 2008年（平成20年）
  - 4月7日 - 1日3往復に増便。あわせて燃料費等諸物価高騰の影響により、運賃を値上げ。
  - 7月1日 - 4枚綴り回数券の発売を開始。
- 2009年（平成21年）
  - 4月1日 - 下り便（鳴子行）1本を増便。
  - 8月16日 - 下り鳴子行初便及び上り仙台行第2便の運行時刻を見直し。
- 2010年（平成22年）4月1日 - 高速三本木に新規停車。
- 2013年（平成25年）12月25日 - 運賃改定。大人片道運賃を100円、回数券（4枚綴り）を500円ずつそれぞれ値上げ。あわせて回数券に有効期限（2015年3月31日まで）を設定[7]。
- 2015年（平成27年）
  - 3月14日 - 平日1日2往復、土休日1日3往復に減便[9]。
  - 12月6日 - 土休日の上り便を1本減便[25]。
- 2019年（令和元年）7月1日 - 運賃改定。仙台 - 高速三本木間に3ヶ月定期券を新設[11][12]。
- 2020年（令和2年）
  - 4月6日 - 新型コロナウイルスの影響により、この日より当面の間平日の1往復を減便[26]。
  - 4月25日 - この日より当面の間、土休日の一部便も減便。これにより1日1往復（平日・土休日とも）となる[27]。
  - 6月15日 - この日より平日上り1本の運行を再開[28]。
- 2021年（令和3年）
  - 4月1日 - icsca・SuicaなどのICカード乗車券が使用可能となる[4]。6ヶ月定期券の発売を開始、回数券の発売を終了[15]。
  - 10月11日 - 鳴子総合支所の移転に伴い、「鳴子総合支所」バス停を新設し乗り入れ。「東鳴子赤湯」バス停を廃止[29]。
- 2023年（令和5年）4月1日 - 東北学院大学五橋キャンパスの開学に伴い、平日のみ東北学院大学前に延伸。あわせて上り便のみ電力ビル前バス停の停車を広瀬通一番町に変更[19]。
- 2024年（令和6年）
  - 6月1日 - 運賃改定[20]。
  - 10月1日 - 時刻改正。平日1日1.5往復から1往復に減便[21]。
- 2025年（令和7年）
  - 5月7日 - この日より平日の運行を休止、土休日のみの運行となる[30]。

### 特急仙台加美線

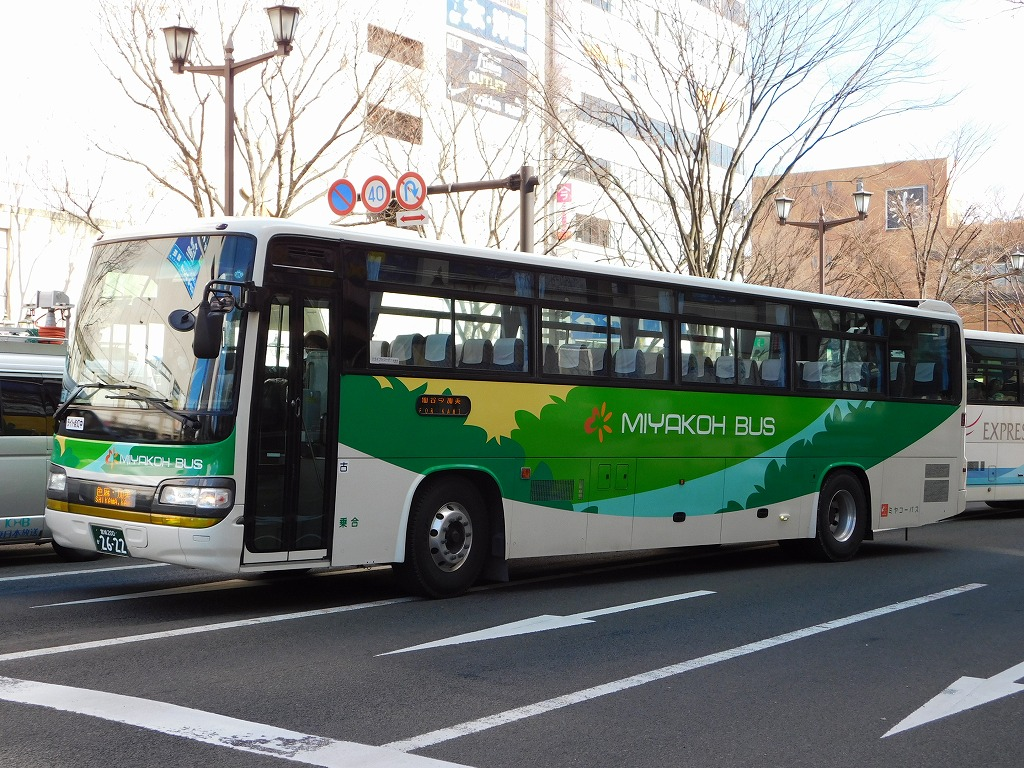
特急仙台加美線

宮城県仙台市と宮城県加美郡加美町を結ぶ。運行回数は平日1日5往復、土休日1日2往復。

#### 路線沿革
- 2006年（平成18年）10月1日 - 開業。この時点での運行経路は以下のとおり。
  - 仙台駅前 - 電力ビル前 - 吉岡志田町 - 五反田 - 松原 - 王城寺原 - 色麻町役場前 - イオンスーパーセンター加美店 - 中新田 - 小野田仲町 - 小野田支所前
  - 仙台方からみて、吉岡志田町までは乗車専用、五反田以北が降車専用であった。
- 2007年（平成19年）8月1日 - 路線延長（小野田支所前 - 宮崎支所前及び小野田支所前 - やくらい薬師の湯 - やくらいガーデンの枝線2系統）、及び既存経路に停留所追加（下野目、ヨークベニマル中新田店前）。
- 2008年（平成20年）
  - 9月1日 - バス停新設（バッハホール前）。あわせて吉岡志田町は乗降とも可に変更され、仙台 - 吉岡志田町間のみの乗車も可能になる（運賃は色麻町役場前までと同額、定期券設定なし）。
  - 10月16日 - この日よりメルシーカード・バスカード (仙台市営バス)・スキップカード・ジョイカードの使用ができなくなる。
  - 11月16日 - 翌年3月31日まで小野田支所前 - 宮崎支所前・やくらいガーデン間が冬季運休となる。
- 2009年（平成21年）
  - 1月19日 - 吉岡志田町 - 五反田間に「大童（おおわら）」バス停を新設。
  - 10月1日 - セントラル自動車の2010年秋本社・工場移転に対応するため、運行経路を変更。「吉岡志田町」「大童」への停車を廃止し、新たに「トヨタ自動車東北前」、「クリエートパーク・セントラル自動車前」、「大衡村役場前」停車。所要時間が13分増となる。また小野田支所前 - 宮崎支所前・やくらいガーデン間を廃止。
- 2010年（平成22年）4月1日 - 新経路における運行実績に鑑み、全線で所要時間を短縮修正。
- 2011年（平成23年）3月1日 - 東北自動車道の加美方面側出入を大和ICから大衡IC経由に変更。及び、「トヨタ自動車東北前」停留所を廃止し、「大衡インター入口」停留所を新設。また、平日の午後便を上下とも1時間時刻繰り下げ。
- 2012年（平成24年）7月15日 - 「クリエートパーク・セントラル自動車前」バス停を「トヨタ自動車東日本本社前」に改名。
- 2013年（平成25年）12月25日 - 運賃改定。仙台 - 加美町間回数券を値上げ、仙台 - 大衡間は値下げ。あわせて回数券に有効期限（2015年3月31日まで）を設定[7]。
- 2015年（平成27年）
  - 3月14日 - 土休日ダイヤを1日4往復に減便[9]。
  - 12月6日 - 色麻町内に「あたご住宅前」バス停を新設。仙台駅前バス乗り場がこれまでの西口バスプールからエデン前24番乗り場に変更[25]。
- 2019年（令和元年）7月1日 - 運賃改定。3ヶ月定期券を新設[11][12]。
- 2020年（令和2年）
  - 4月6日 - 新型コロナウイルスの影響による利用者減少により、この日より当面の間平日の下り3本、上り2本を減便[26]。
  - 4月25日 - この日より当面の間、土休日の一部便（1日2往復）も減便[31]。
  - 6月15日 - この日より平日の一部便の運行を再開[32]。
- 2021年（令和3年）4月1日 - icsca・SuicaなどのICカード乗車券が使用可能となる[4]。6ヶ月定期券の発売を開始、回数券の発売を終了。仙台 - 大衡間ではIC定期券に限り、仙台 - 大衡線との共同使用が可能になる[15]。
- 2022年（令和3年）
  - 3月1日 - 運行経路を大衡IC経由から大和IC経由に再変更。これにより仙台 - 吉岡（五反田）間は仙台 - 大衡線と同一経路となる。「大衡インター入口」「トヨタ自動車東日本本社前」のバス停を廃止。仙台 - 大衡（松原）間の運賃を改定（大人片道900円→950円となる[33]。）[34][35]。
  - 7月30日 - この日より同年11月27日までの土日祝日限定で、1往復をやくらいリゾート・やくらいガーデンに延伸[36]。
- 2023年（令和5年）4月1日 - 東北学院大学五橋キャンパスの開学に伴い、平日の一部便を東北学院大学前に延伸。あわせて上り便のみ電力ビル前バス停の停車を広瀬通一番町に変更[19]。
- 2024年（令和6年）6月1日 - 運賃改定[20]。
- 2025年（令和7年）4月1日 - 加美・色麻・大衡地区と大和町バスターミナル間の相互利用が可能になる[37]。

## 路線バス所管路線

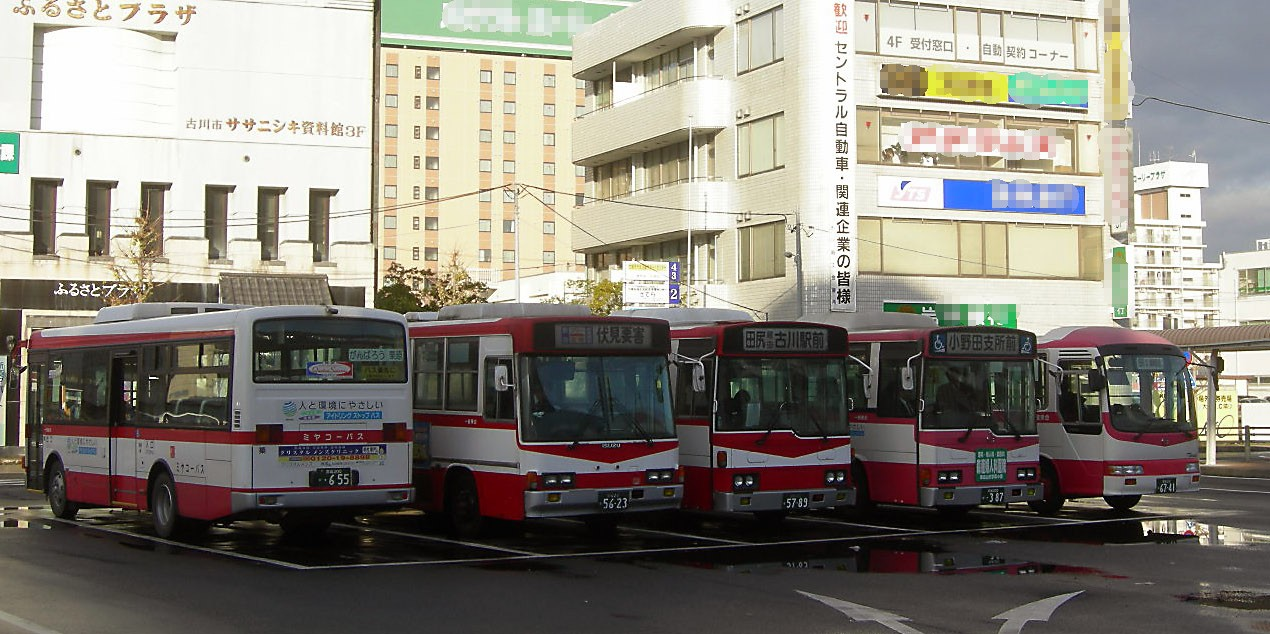
古川駅前で発車を待つミヤコーバス

色麻線を除く各路線は、地元自治体（大崎市、加美町、栗原市）が事業主体となっており、ミヤコーバスは運行業務を受託している。　

### 色麻線
- 塚の目経由：古川営業所 - 古川駅前 - 七日町 - 塚の目 - 飯川分岐点 - 西古川駅前 - 中新田西町 - 中新田南町 - 鳴瀬川 - 公立加美病院 - 色麻町役場前
- 病院経由：古川営業所 - 古川駅前 - 七日町 - 古川南町 - 大崎市民病院 - 穂波西 - 飯川分岐点 - 西古川駅前 - 中新田西町 - 中新田南町 - 鳴瀬川 - 公立加美病院 - 色麻町役場前
  - 地域間幹線系統として、国・宮城県の補助を受ける[38][39]。
  - 病院経由は、2014年7月1日の大崎市民病院移転に伴い運行開始[2]。

### 大崎市民バス
大崎市のコミュニティバス「大崎市民バス」の以下の路線を担当する。
- 鳴子線
- 宮沢真山線
- 清滝線
- 古川線
- 三本木大衡線
- 高倉線
- 大貫線
- 松山鹿島台線
- 中心市街地循環便・シャトル便（旧・大崎市民病院シャトルバスを含む）

## 過去の運行路線

### 中新田線
- （仙台駅前 -）吉岡案内所 - 五反田（旧：森林組合前）- 四釜 - 中新田西町 - 矢越（- 中新田バッハホール）
  - 富谷営業所と共管であった。
  - 仙台駅前 - 吉岡案内所は古川線と並行。この区間は宮城交通（ミヤコーバス）の吉岡線として残存している。

### 古川線

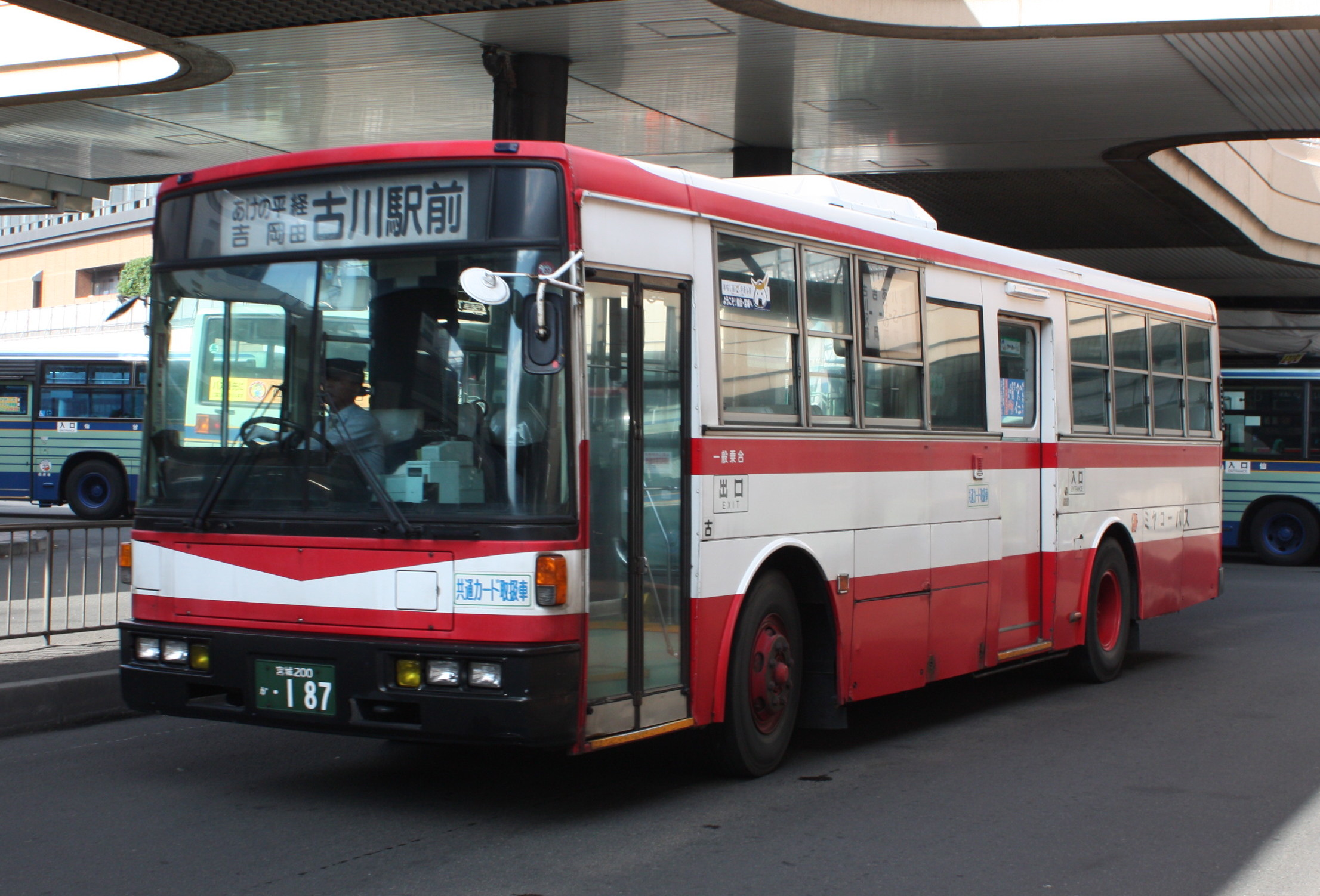
古川線

- 仙台駅前 - 県庁市役所前 - 北仙台 - 地下鉄八乙女駅 - 七北田 - あけの平二丁目 - 富谷学校前 - 吉岡案内所 - 大衡役場前 - 陸前三本木 - 古川駅前
  - 吉岡 - 古川間は実質急行便だった。

### 小牛田線
- 古川免許センター - 古川駅前 - 北浦駅前 - 本小牛田 - 小牛田駅前 - 美里町役場前
  - 美里町の補助で代替運行していたが、2008年4月1日より美里町住民バス（新栄観光バス委託路線）に移管。

### 南郷線
- 涌谷出張所 - 大柳 - 鹿島台駅前
  - 美里町の補助で代替運行していたが、2008年4月1日より美里町住民バス（新栄観光バス委託路線）に移管。

### 東大崎線
- 古川駅前 - 東大崎小学校前 - 伏見要害
  - 大崎市の補助で代替運行していたが、近年の利用客が少なかったことから、市民バス再編により2009年12月29日廃止。

### 田尻線
- 古川駅前 - 富永支所前 - 田尻駅前 - 瀬峰駅前
  - 栗原市の委託路線で、築館営業所の主管路線だが、全ての便を古川営業所が担当していた。
  - 「栗原市民バス」と同一の運賃形態であった。
  - 近年の利用客が少なく、栗原市からの廃止要望もあり、それぞれの運行自治体との協議による合意により、2010年3月31日の運行をもって廃止。

### 小野田線
- 古川駅前 - 西古川駅前 - 中新田西町 - 小野田支所前
  - 2010年9月30日区間廃止。10月1日より色麻線に統合。
- 東小野田車庫前 - 門沢 - 漆沢ダム
  - 2006年9月30日区間廃止。
- 東小野田車庫前 - 中野
  - 2006年9月30日区間廃止。

### 宮崎線
- 古川駅前 - 西古川駅前 - 中新田西町 - 新町東 - 賀美石小学校前 - 宮崎下町 - 宮崎上町
  - 2010年9月30日区間廃止。10月1日より色麻線に統合。
- 宮崎上町 - 三ヶ内
  - 2006年9月30日区間廃止。
- 古川駅前 - 中新田西町 - 新町東 - 下野目 - 小泉 - 宮崎上町
  - 2006年9月30日系統廃止。

※小野田線・宮崎線の中新田西町から先の区間は、加美町住民バスにて代替運行。

### 涌谷町民バス
涌谷町のコミュニティバス「涌谷町民バス」の運行を受託してきたが、2010年3月31日をもって受託終了。翌日より仙北富士交通に受託事業者が変更された。

### 大崎市民病院シャトルバス
- 駅南経由：古川駅前 - 駅南 - 大崎市民病院 - （ほなみ親水公園前→穂波東公園前）
- 七日町経由：古川駅前 - 七日町 - 古川南町 - 大崎市民病院 - （ほなみ親水公園前→穂波東公園前）
  - 2014年7月1日、大崎市民病院の現在地への移転に伴い運行開始[2]。
  - 土曜・日曜・祝日は全便運休、運賃は100円[2]。
  - 2016年10月1日より、大崎市中心市街地循環便に再編。

### 高速バス
- 泉アウトレット古川線：上記仙台古川線の項を参照。

## その他
- 岩手競馬ファン無料優待バス（古川駅線、古川駅前 - 中島町 - テレトラック三本木）の運行を行っている（岩手競馬開催日のみ運行）。